# Martine Marignac
Pour les articles homonymes, voir Marignac.
Martine Marignac, née Martine Bougon, le 27 décembre 1946 à Paris et morte le 14 juillet 2022, dans la même ville, est une productrice de cinéma française .

## Biographie
Adolescente, Martine Marignac découvre le cinéma avec Les 400 Coups de François Truffaut et n'hésite pas à se maquiller pour paraître assez âgée pour aller voir les films de Jean-Luc Godard encore interdits aux moins de 16 ans.
Après des études de philosophie, un diplôme d'esthétique du cinéma et un début de thèse sur La Grève de Sergueï Eisenstein, elle se destine à l'enseignement et crée sous l'égide de Jean Rouch une section d'enseignement du cinéma à la faculté de Besançon,. Saisissant une opportunité, elle devient attachée de presse et travaille sept ans avec Simon Mizrahi, cinéphile et découvreur de talents, notamment auprès de réalisateurs de la Nouvelle Vague,.
Elle fonde « La Cecilia » au tout début des années 1980, sa première société de production. Le nom, suggéré par Bernardo Bertolucci, fait référence à une communauté d'anarchistes italiens partis au Brésil, à la fin du XIXe siècle, en espérant vivre leur utopie. La société fonctionne comme une coopérative, avec dix-sept associés, essentiellement des scénaristes ou des metteurs en scène. Elle permet à des réalisateurs comme Jacques Rivette, Jean-Louis Comolli, Jean-Luc Godard ou Chantal Akerman, de réaliser des longs métrages.
Martine Marignac fonde seule une nouvelle société de production, « Pierre Grise Productions » en 1987, qu'elle codirige avec Maurice Tinchant,. Elle produit notamment les films de Jacques Rivette, d'Otar Iosseliani, de Jean-Marie Straub et Danièle Huillet, de Sophie Fillières et plus récemment de Jeanne Balibar, ainsi que Holy Motors de Leos Carax.
En 2009, elle est récompensée par le prix Raimondo Rezzonico du meilleur producteur indépendant au festival du film de Locarno, et est nommée Chevalière de la Légion d'honneur en 2015.

## Filmographie
Comme productrice exécutive ou déléguée de La Cecilia
- 1981 : L'Ombre rouge de Jean-Louis Comolli
- 1981 : Le Pont du Nord de Jacques Rivette
- 1982 : Passion de Jean-Luc Godard
- 1983 : Balles perdues de Jean-Louis Comolli
- 1984 : La Diagonale du fou de Richard Dembo
- 1984 : L'Amour par terre de Jacques Rivette
- 1985 : Hurlevent de Jacques Rivette
- 1986 : Golden Eighties de Chantal Akerman
- 1986 : Last Song de Dennis Berry
- 1987 : Le Moine et la Sorcière de Suzanne Schiffman

Comme productrice exécutive ou déléguée de Pierre Grise
- 1988 : La Bande des quatre de Jacques Rivette
- 1988 : Jours de vagues d'Alain Tasma
- 1989 : Femme de papier de Suzanne Schiffman
- 1991 : La Belle Noiseuse de Jacques Rivette
- 1991 : Nuit et jour de Chantal Akerman
- 1992 : La Chasse aux papillons d'Otar Iosseliani
- 1994 : Jeanne la Pucelle, les Batailles de Jacques Rivette
- 1994 : Jeanne la Pucelle, les Prisons de Jacques Rivette
- 1994 : Le Rêve du papillon de Marco Bellocchio
- 1995 : Haut bas fragile de Jacques Rivette
- 1995 : La Comédie de Dieu de João César Monteiro
- 1996 : Brigands, chapitre VII d'Otar Iosseliani
- 1998 : Secret défense de Jacques Rivette
- 1999 : Sicilia ! de Straub et Huillet
- 1999 : Adieu, plancher des vaches ! d'Otar Iosseliani
- 2000 : Ouvriers, paysans (Operai, contadini) de Jean-Marie Straub et Danièle Huillet
- 2000 : Aïe de Sophie Fillières
- 2001 : Va savoir de Jacques Rivette
- 2001 : L'Homme des foules de John Lvoff
- 2001 : Lundi matin d'Otar Iosseliani
- 2003 : Histoire de Marie et Julien de Jacques Rivette
- 2004 : L'Œil de l'autre de John Lvoff
- 2005 : Gentille de Sophie Fillières
- 2006 : Jardins en automne d'Otar Iosseliani
- 2006 : Ne touchez pas la hache de Jacques Rivette
- 2008 : 36 vues du pic Saint-Loup de Jacques Rivette
- 2008 : Les Inséparables de Christine Dory
- 2009 : Un chat un chat de Sophie Fillières
- 2009 : Le Genou d'Artémide de Jean-Marie Straub
- 2009 : Itinéraire de Jean Bricard de Jean-Marie Straub
- 2010 : Chantrapas d'Otar Iosseliani
- 2012 : Holy Motors de Leos Carax
- 2013 : Par exemple, Électre de Jeanne Balibar et Pierre Léon
- 2014 : Arrête ou je continue de Sophie Fillières
- 2019 : Merveilles à Montfermeil de Jeanne Balibar

## Distinctions

### Décoration
- : Chevalière de la Légion d'honneur en 2015[10]

### Récompense
- Prix Raimondo Rezzonico au festival du film de Locarno en 2009[9]

### Nomination
- César du meilleur film pour Holy Motors en 2013[12]